# نوروزنامه
نوروزنامه کتابی است به زبان فارسی منسوب به عمر خیام. این کتاب دربارهٔ پیدایش جشن نوروز و آداب آن نوشته شده‌است.
با توجه به اشاراتی که خیام به مبدأ تقویم جلالی و کبیسه‌های پیش از آن می‌کند، نگاشتن کتاب باید در حدود سال ۴۹۵ هجری قمری (۴۸۰ خورشیدی) صورت گرفته باشد.
اگرچه گزارش جشن نوروز و مهرگان و تاریخ این دو روز در کتاب‌های ادبی و تاریخی عربی مکرر آمده و در ادبیات فارسی نیز پیش از خیام، در کتاب‌های التفهیم و زین‌الاخبار از آن نام برده شده، اما تنها کتاب فارسی که مستقلاً دربارهٔ نوروز سخن گفته باشد، همین کتاب است. البته در عربی کتاب فضائل النوروز  توسط صاحب بن عَبّاد در حدود دویست سال قبل از خیام   نوشته شده.

## سرفصل‌های کتاب
هرچند نوروزنامه فهرست یا ابواب جداگانه ندارد، سرفصل موضوعاتی که کتاب به آن‌ها پرداخته، به ترتیب عبارتند از:
- دیباچه
- آغاز کتاب نوروزنامه
- اندر آیین پادشاهان عجم
- اندر یاد کردن زر و آنچه واجب بُوَد دربارهٔ او
- اندر علامت دفینه‌ها
- یاد کردن انگشتری و آنچه واجب آید دربارهٔ او
- یاد کردن خوید و آنچه واجب آید دربارهٔ او
- یاد کردن شمشیر و آنچه واجب آید دربارهٔ او
- یاد کردن تیر و کمان و آنچه واجب آید دربارهٔ ایشان
- یاد کردن قلم و خاصیت او و آنچه واجب آید دربارهٔ او
- یاد کردن اسپ و هنر او و آنچه واجب آید دربارهٔ او
- اندر ذکر باز و هنر او و آنچه واجب آید دربارهٔ او
- حکایت اندر منفعت شراب
- گفتار اندر خاصیت روی نیکو

## صحت انتساب
علی حصوری در پیشگفتار نسخهٔ تصحیح شدهٔ این کتاب می‌نویسد:
شمرده‌اند. اما می‌توان اطمینان کرد که خیام یادداشت‌هایی فراهم آورده بود تا از آن کتابی دربارهٔ نوروز بپردازد و شاید عمرش وفا نکرده یا اصلاً به آن نپرداخته و یادداشت‌هایش پس از او به وسیلهٔ دیگران به شکل کتاب موجود درآمده است. این که مطلب اصلی رساله از خیام بوده است تقریباً آشکار است مثلاً از مطالبی که دربارهٔ اسب، شراب و دیگر چیزها می‌گوید و نظایر آن‌ها را در آثار دیگر نداریم یا لااقل به این شکل نداریم. [...] مجموعاً این کتاب، آدمی را می‌تواند به یاد فیلسوفی ریاضی‌دان اندازد که رباعی‌ها [رباعیات خیام] از اوست.»
همچنین مجتبی مینوی، در حاشیهٔ خود بر این کتاب، با توجه به زمان و مکان نگارش کتاب و سازگاری اندیشهٔ نویسندهٔ آن با اندیشهٔ خیام بر این انتساب صحه می‌گذارد:
«مراد من از این مقدار [شرح رباعیات خیام] آن بود که خوانندهٔ معمولی را قبلاً با فلسفهٔ خیام اندکی آشنا ساخته سپس نوروزنامهٔ حاضر را با آنها قیاس نموده نشان بدهم، که علاوه بر تصریح به‌اسم خیام در دیباچهٔ کتاب، وحدت طرز فکر نیز خود برهان دیگری بر اصالت نسبت آن است. [...] کلیهٔ این ممیزات (از حیث زمان و مکان تألیف و طرز فکر و انشای سادهٔ لطیف بی‌تکلف) در هر کتابی جمع شد، اگر در خود کتاب هم تألیف آن به خیام نسبت داده نشده باشد، من آن را از خیام می‌دانم. چرا ندانم؟ برای اینکه صاحبان تذکره‌ها و کتب تراجم چنین کتابی به‌اسم او نیاورده‌اند و من و شما تا امروز آن را نمی‌شناختیم و ندیده بودیم؟ مگر ارباب تذکره‌ها همه چیز را نوشته‌اند یا همهٔ اقوال و روایات آنها راست‌ست؟ چند صد کتاب حدس می‌زنید در ایران نوشته شده باشد که ما نه تنها نام آنها را نشنیده باشیم بلکه اصلاً از نوشته شدن آن‌هم خبر نداشته باشیم؟ چه کسی را جز خیام توان یافت که با او هم عصر بوده باشد و چنین رساله‌ای را نوشته باشد آن‌گاه این‌قدر گذشت کرده باشد که نام خیام را بر آن بگذارد؟»

## نادقیق بودن کتاب
این کتاب دارای ابواب و فصول و فهرستی نیست و پیدا است که نویسنده با عجله و بدون دقت و مطالعه و تهیهٔ مقدمات، آن را تألیف کرده‌ است. مجتبی مینوی نیز در حاشیهٔ خود بر این کتاب، برخی نقص‌های عبارتی و غلط‌های تاریخی و ادبی را در آن ذکر کرده و چنین نوشته‌ است:
«از روی سبک انشای سریع و نقص‌های عبارتی و پاره‌ای از غلط‌های تاریخی و ادبی آن حکم می‌کنم که خیام آن را بسیار سردستی، بدون صرف وقت و مطالعه و تحقیق و مراجعه، فقط باعتماد حافظه و مساعدت خیال، بطور قلم‌انداز، برای منظوری نوشته و بشاه معاصر خویش تقدیم کرده یا بلکه اصلاً به‌تکلیف آن شاه روی کاغذ آورده‌است.»

## ویژگی‌های ادبی
نوروزنامه به سبک قرن پنجم هجری تحریر یافته‌است و بنیاد آن بر پایهٔ بلعمی و بیهقی است، یعنی از حیث ایجاز و عدم مترادفات و موازنه و کم داشتن لغات تازی و انشای جمله‌های کوتاه و زیبا از پیروان سبک قدیم است و به‌طور کلی از سیاستنامه و قابوسنامه به سبک قدیم نزدیک‌تر است. با این حال در متن نوروزنامه، برخی خصوصیات نثر جدیدتر مانند به‌کارگیری «در» به جای «اندر» و حذف افعال قرینه به چشم می‌خورد.